# FyaVerse
 (mars 2025).
Fabian Wayne Edwards (né le 16 novembre 1999 à Manchester, en Jamaïque ), connu sous le nom de FyaVerse est un artiste jamaïcain de fusion dancehall, il fait également partie du groupe international de producteurs de musique néerlandais ChevoBeatz avec leur single le plus célèbre Shatta Gyal,,,,,,, qui leur a valu une place sur Billboard Argentina, il a également été arrêté à Bridgetown, à la Barbade pour possession de drogues illégales.

## Discographie
| Title                   | Année |
| ----------------------- | ----- |
| Donne-moi les herbes    | 2023  |
| Shatta Gyal             | 2023  |
| L'harmonie des cœurs    | 2024  |
| Reggae sur les collines | 2023  |
| Se soulever             | 2023  |
| La terreur du temps     | 2025  |
| Vers mon île            | 2024  |
| Amant criminel          | 2024  |